# Chirton (Tyne and Wear)
Chirton är en ort i distriktet North Tyneside, i grevskapet Tyne and Wear, i England. Ward hade 11 700 invånare år 2021. Chirton var en civil parish från 1866 till 1908 då den blev en del av Tynemouth. Civil parish hade 15 668 invånare år 1901.